# Nadêb
Nadêb (Maku-Nadeb, Nadëb, Nadob, Makunabödo, Maku Nadöbo, Makunahödö) je pleme američkih Indijanaca nastanjenih u 3 naselja na sjeverozapadu brazilske države Amazonas, na rijeci Uneiuxi, pritoci Rio Negra, Japuri i Negru.  Rezervat što su ga Indijanci dobili na rijeci Uneiuxi (1998.) prostire se na površini od 403,182 hektara. Jezično se svrstavaju porodici Puinavean. Prema podacima Joshua Projecta 2005. godine ima ih tek 200. Po kulturi su polunomadski lovci i sakupljači. Izrazito su niskog rasta. 

## Vanjske poveznice
- The Leakey Foundation - Funded Research Project  Arhivirana inačica izvorne stranice od 11. siječnja 2006. (Wayback Machine)